# ジョージ・ネヴィル (初代アバーガヴェニー伯爵)
初代アバーガヴェニー伯爵ジョージ・ネヴィル（英語: George Nevill, 1st Earl of Abergavenny、1727年6月24日 – 1785年9月9日）は、イギリスの貴族。1744年から1784年までアバーガヴェニー男爵の称号を使用し、1784年にアバーガヴェニー伯爵に叙された。

## 生涯
第16代アバーガヴェニー男爵ウィリアム・ネヴィルと1人目の妻キャサリン・タットン（Katherine Tatton、1729年12月4日没、ウィリアム・タットンの娘）の長男として1727年6月24日に生まれ、7月14日にウェストミンスターの聖マーガレット教会で洗礼を受けた。洗礼のときの名親は国王ジョージ2世だった。
1744年9月21日に父が死去すると、アバーガヴェニー男爵の爵位を継承した。翌1745年2月14日にはオックスフォード大学クライスト・チャーチに入学した。
1757年7月にサセックス統監に任命されたが、1761年7月に辞任した。
1784年3月17日、アバーガヴェニー伯爵とバーリングのネヴィル子爵（いずれもグレートブリテン貴族）に叙された。
1785年9月9日に死去、長男ヘンリーが爵位を継承した。

## 家族

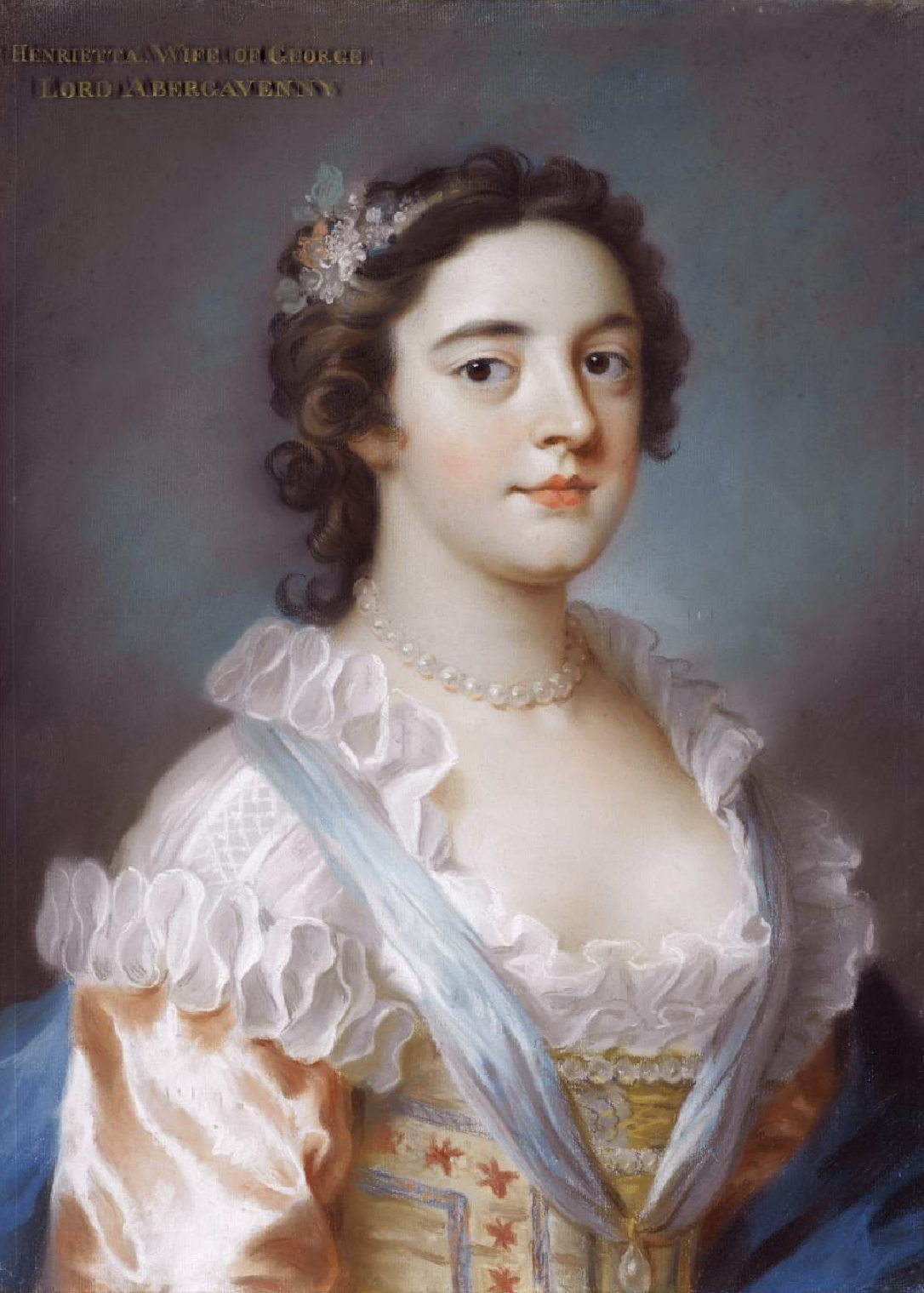
アバーガヴェニー男爵夫人ヘンリエッタ・ペラムの肖像画、ウィリアム・ホーア作。

1753年2月5日、ヘンリエッタ・ペラム（1730年 – 1768年、トマス・ペラムの娘）と結婚、2男1女を儲けた。
- ヘンリー（英語版）（1755年 – 1843年） - 第2代アバーガヴェニー伯爵、子供あり
- ヘンリエッタ（1756年5月24日 – 1833年4月2日） - 1799年9月9日、第7代準男爵サー・ジョン・バーニーと結婚、子供あり
- ジョージ・ヘンリー（1760年12月6日 – 1844年8月7日） - 1787年5月12日、キャロライン・ウォルポール（Caroline Walpole、1841年12月21日没、リチャード・ウォルポール（英語版）の娘）と結婚、子供あり

ホレス・ウォルポールの1765年2月12日の手紙によると、アバーガヴェニー男爵が不貞をはたらいたため夫婦が別居を検討していたという。